# E-Mail-Harvester
Ein E-Mail-Harvester oder Spambot ist ein Programm (Bot), welches das Internet gezielt nach E-Mail-Adressen (auch Telefonnummern) oder Blogs absucht, um an diese Werbung (Spam) zu verschicken. Manche Webcrawler sind in der Lage, Webseiten im World Wide Web, ebenso wie Newsgroups und Chatkonversationen zu durchsuchen. Da E-Mail-Adressen einem einheitlichen Format folgen, sind Spambots vergleichsweise einfach zu schreiben.
Um Spam-E-Mails zu entgehen, werden verschiedene Verfahren eingesetzt, die einen Spambot davon abhalten sollen, E-Mail-Adressen zu erkennen. Diese werden im Artikel Spam näher beschrieben.